# GT Advanced Technologies
GT Advanced Technologies (bis 2011: GT Solar International) ist ein US-amerikanisches Unternehmen der Solarbranche, das seinen Sitz im Merrimack County im Bundesstaat New Hampshire hat. Nach eigenen Angaben ist das Unternehmen ein weltweit führender Anbieter von Photovoltaik-Fertigungsanlagen für die Solarindustrie. Das Unternehmen wurde 1994 gegründet und hatte 2011 einen Umsatz von 955 Millionen US-Dollar.
Die Aktien wurden 2009 in den Photovoltaik Global 30 Index aufgenommen. Im Jahr 2011 erfolgte die Umbenennung in GT Advanced Technologies. In den Jahren 2013 und 2014 wurden von den Aktionären hohe Erwartungen in das Unternehmen gesetzt, die sich jedoch nicht erfüllten. Das Jahr 2014 wurde in einer Presseerklärung von der Unternehmensleitung als eine Zeit der „Transformation“ bezeichnet.
Nachdem Apple ankündigte, die Displays für die neue Generation des iPhone selbst zu bauen und nicht mehr von GT Advanced Technologies zu beziehen, musste im Oktober 2014 Insolvenz gemäß Chapter 11 des Insolvenzrechts der Vereinigten Staaten vorgelegt werden. Im Zuge des Insolvenzverfahrens wurden die Aktien des Unternehmens von der Börse genommen. Im März 2016 wurde das Insolvenzverfahren beendet und der Betrieb normal fortgeführt.
Am 25. August 2021 wurde bekannt gegeben, dass ON Semiconductor das Unternehmen für 415 Mio. Dollar übernehmen wird.